# 요정 (가운데땅)

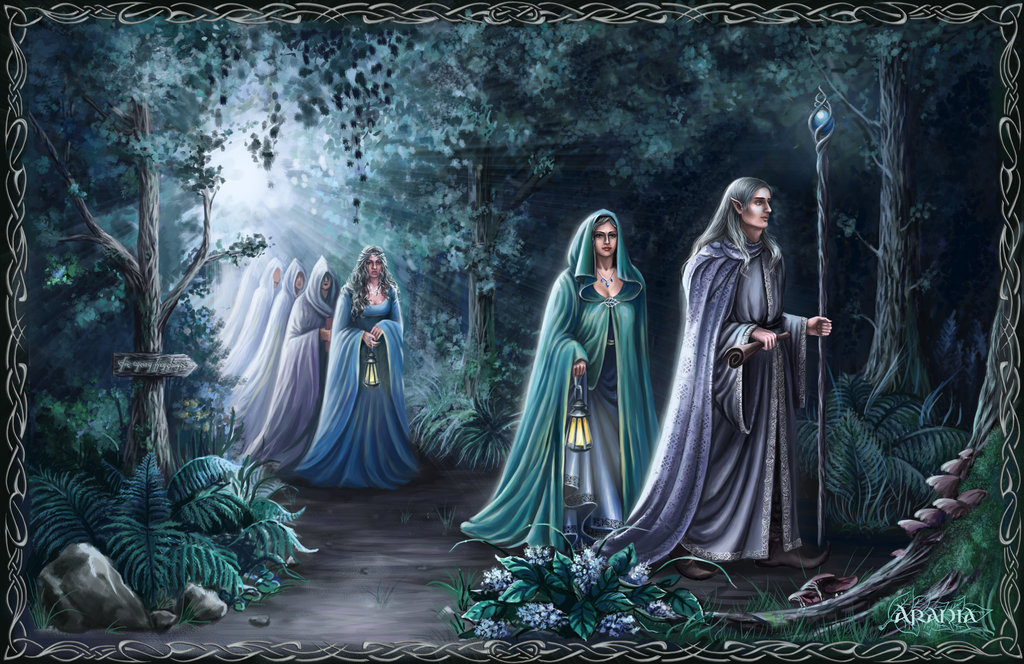
요정들

요정(elf, 복수형은 elves)은 《반지의 제왕》, 《실마릴리온》 등 톨킨의 소설에 등장하는 종족이다. 퀜디(말하는 자들), 일루바타르의 첫째 자손, 엘다르(Eldar, 단수형은 Elda)라고도 한다. 용모가 아름다우며 병을 앓지 않고 노화로 인해 죽는 일이 없다는 특징이 있다.

## 요정의 기원과 분화
요정들은 나무의 시대에 쿠이비에넨에서 최초로 깨어났다. 처음의 요정들은 쿠이비에넨 호수에서 최초로 깨어난 요정의 이름을 따온 미냐르(Minyar), 타탸르(Tatyar), 넬랴르(Nelyar)라는 세무리로 나뉘어 있었다. 요정들이 깨어난 것을 알게 된 발라들은 요정들을 멜코르로부터 보호하고 가르치기 위해 발리노르로 데려오기로 결심했다. 그래서 잉궤, 핀웨, 엘웨를 발리노르에 사절로 불러내어 발리노르로의 이주를 결정하게 한다. 미냐르는 전원 발리노르가 속한 아만대륙으로의 여정에 참여하였고 이후 바냐르(Vanyar)로 불리게 된다. 타탸르중 절반은 여정에 참여하였고, 이들은 놀도르(Noldor)라고 불리게 된다. 넬랴르들 중 여정에 참여하기로 한 이는 린다르 혹은 텔레리(Teleri)로 불리게 된다.여정에 참여하지 않은 타탸르, 넬랴르는 이후 아바리(Avari)라고 불리게 된다.
이렇게 요정들은 크게 3개의 분파로 나뉘게 된다.
잉궤를 따르는 바냐르는 모두 금발을 가지고 있었고, 신앙심이 강했기 때문에 발라들이 가장 총애한 요정들이었다.
핀웨를 따르는 놀도르는 요정들 중 가장 기골장대했다고 전해지며 공예에 특출난 실력을 보여주었다. 아울레가 가장 아끼는 요정들이었다.
엘웨를 따르는 텔레리는 예술과 자연을 사랑하였고, 노래에 재능을 보였다. 세 분파 중 가장 수가 많고, 여정이 길었기 때문에 분파가 많이 생겼다.
발리노르에 도착하여 텔페리온과 라우렐린의 빛을 보았는지 여부에 따라 칼라퀜디(Calaquendi)와 모리퀜디(Moriquendi)로 나뉘었다. 칼라퀜디는 빛의 요정, 모리퀜디는 어둠의 요정이라는 뜻이다. 일반적으로 두 나무의 빛을 받은 이들이 그렇지 않은 이들보다 더욱 뛰어난 능력을 가지고 있었다고 한다.
모든 놀도르와 바냐르는 아만으로 가서 두 나무의 빛을 목격하였기 때문에 칼라퀜디였다. 올웨를 따르는 텔레리들 또한 아만에 도착했기 때문에 칼라퀜디였으며 이후 다른 텔레리와 구별하기 위해 팔마리(Falmari)로 불린다.
모리퀜디에는 신다르(Sindar), 난도르(Nandor), 아바리가 있다. 텔레리중 안개산맥의 험준함에 여정을 포기한 이들은 난도르라고 불리게 된다. 대여정 중에 텔레리의 지도자 엘웨가 멜리안의 마법에 빠져 실종되자, 지도자를 잃은 무리는 여정을 멈추고 올웨는 자기 무리를 이끌고 먼저 발리노르로 간다. 수백년후 멜리안과 돌아온 엘웨는 이름을 싱골로 바꾸고 도리아스를 세웠다 엘웨가 이끈 텔레리들은 이후 회색요정이라는 뜻의 신다르라고 불린다. 아바리는 처음부터 여정에 참여하지 않은 이들이다.
발리노르에 도착한 바냐르, 놀도르, 팔마리는 '아만에 속한 자들'이라는 뜻의 아마냐르(Amanyar)라고도 불린다. 여정을 떠났지만 도착하지 못한 신다르, 난도르는 '아만에 속하지 않은 자들'이라는 뜻의 우마냐르(Úmanyar)라고 불린다. 처음부터 여정에 참여하지 않은 아바리는 '아만을 거부한 자들'이라는 뜻의 아바마냐르(Avamanyar)로 불린다. 아마냐르와 우마냐르는 깨어나서 처음 본것이 별이었기 때문에 별의 민족이라는 뜻의 엘다르(Eldar)라고 불렸다.
따라서 엘다르는 일반적으로 모든 요정들을 일컫는 말처럼 사용되기도 하지만 요정의 한 분파를 나타내는 말이다. 요정 전체를 일컫는 말은 퀜디(Quendi)이다.

## 특징
요정들은 일루바타르에게서 인간과는 다르게 무한한 생명을 받게 되는데 삶에 지쳐서 더 이상 살고싶지 않을 때나 큰 상처를 입었을 때는 죽어서 그 영들은 만도스의 전당으로 가서 다시 육체를 받을 때까지 기다린다고 한다. 이러한 요정의 불멸의 삶을 거부하고 필멸의 존재가 되기로 결정한 많지 않은 사례로는 루시엔과 그 후손 아르웬이 있다.